# Eusebios Scholastikos
Eusebios Scholastikos (altgriechisch Εὐσέβιος ὁ σχολαστικός) war ein griechischer Rechtsgelehrter (altgriechisch σχολαστικός ‚Advokat‘) und Schriftsteller. Er lebte im späten 4. und frühen 5. Jahrhundert n. Chr. im östlichen Teil des Römischen Reiches.
Eusebios war ein Schüler des Sophisten und Rhetors Troilos von Side. In seine Zeit fiel die Rebellion des Feldherrn Gainas, der ab 399 gegen den Kaiser Arkadios und dessen Regenten aufbegehrte und im Jahr 400 durch den magister militum Fravitta besiegt wurde.
Über diese Ereignisse verfasste Eusebios ein episches Gedicht in vier Büchern, das offenbar eine wichtige Quelle gewesen ist, auch wenn es wahrscheinlich panegyrische Absichten zugunsten des Kaisers Arkadios verfolgte. Eusebios’ jüngerer Zeitgenosse Sokrates Scholastikos schreibt über das Werk in seiner Kirchengeschichte:

«Εἰ δέ τῳ φίλον ἀκριβῶς μαθεῖν τὰ ἐν ἐκείνῳ τῷ πολέμῳ γεγενημένα, ἐντυγχανέτω τῇ Γαϊνιάδι τοῦ σχολαστικοῦ Εὐσεβίου, ὃς ἐφοίτα μὲν τηνικαῦτα παρὰ Τρωίλῳ τῷ σοφιστῇ, αὐτόπτης δὲ τοῦ πολέμου γενόμενος ἐν τέτρασι βιβλίοις ἡρωικῷ μέτρῳ τὰ γενόμενα διηγήσατο· καὶ προσφάτων ὄντων τῶν πραγμάτων σφόδρα ἐπὶ τοῖς ποιήμασιν ἐθαυμάσθη.»

„Wenn jemand gern Genaueres über die Ereignisse jenes Krieges gegen ihn (gemeint ist Gainas) erfahren möchte, möge er die Gainiás des Advokaten Eusebios aufschlagen, der zu dieser Zeit Schüler des Sophisten Troilos war und als Augenzeuge dieses Krieges die Ereignisse in einem epischen Gedicht im Umfang von vier Büchern beschrieben hat. Und da die Begebenheiten damals wenig zurück lagen, war man von diesen Versen sehr beeindruckt.“

Von dem Gedicht ist allerdings nichts erhalten. Außer Sokrates zitiert es nur der byzantinische Kirchenhistoriker Nikephoros Kallistos (Kirchengeschichte 13,6; 13. Jahrhundert), der es allerdings nicht aus eigener Anschauung kannte, sondern nur aus der Erwähnung des Sokrates.